# Dohertya cymatophoroides
Dohertya cymatophoroides là một loài bướm đêm thuộc phân họ Arctiinae, họ Erebidae.